# Arthur Anlezark

a Compétitions nationales et continentales officielles uniquement.

b Matchs officiels uniquement.
Dernière mise à jour le 15 février 2023.
Arthur Anlezark (29 décembre 1882 - 14 mai 1961) également connu comme George ou Alec Anlezark, est un joueur de rugby à XV et de rugby à XIII australien.

## Biographie
Arthur Anlezark était un joueur pionnier au plus haut niveau. Il est sélectionné en Équipe d'Australie de rugby à XV (Wallaby) pour partir en tournée en Nouvelle-Zélande en 1905 et il intègre l'Équipe d'Australie de rugby à XIII (Kangourou), qui effectue sa première tournée en Grande-Bretagne en 1908. 

## Carrière de rugby à XV
Né à Bathurst dans la Nouvelle-Galles du Sud il débute au rugby à XV à l'âge de 14 ans en 1897. Il fait régulièrement partie de l'équipe du New South Wales Rugby Union avant d'intégrer la sélection australienne qui effectue sa première tournée en Nouvelle-Zélande pour un match test contre les All Blacks à Dunedin en août 1905.
Arthur Anlezark a du mal à connaître d'autres sélections les années qui suivent, surtout après son déménagement à Lismore pour son travail pour les NSW Railways et en 1908 il a le sentiment de ne pas être reconnu à sa valeur.

## Carrière de rugby à XIII
En 1908, il change de code et passe à XIII. Anlezark arrive à Brisbane en 1908 et joue au rugby à XIII d'abord pour le Queensland contre une équipe en tournée des Māori néo-zélandais. Il joue ensuite contre la Nouvelle-Galles du Sud dans la première confrontation provinciale avant de connaître une sélection non officielle pour le premier match de l'Équipe d'Australie de rugby à XIII (les Kangourous ou Kangaroos en anglais) contre les Māori NZ. 
Il fait partie de l'Équipe d'Australie de rugby à XIII qui effectue sa première tournée en Grande-Bretagne en 1908 et joue demi d'ouverture après que Dally Messenger soit gravement blessé dans le premier match contre le club gallois de Mid-Rhondda.
Il connaît sa première cape officielle deux mois après lors d'un match contre l'Équipe d'Angleterre de rugby à XIII qui l'emporte sur les Australiens 6-5. Anlezark est le dixième joueur international australien sélectionné dans les deux codes. il est même le capitaine de l'Australie pour les dernières rencontres de la tournée.
Anlezark reste en Angleterre pour évoluer avec le club d'Oldham où il fait 114 apparitions en six saisons jusqu'au début de la Première Guerre mondiale. Il fait partie de l'équipe d'Oldham victorieuse du championnat, de la League du Lancashire et de la Coupe du Lancashire de 1909 à 1912. 
Il retourne en Australie en 1914.